# Ptilotus aervoides
Ptilotus aervoides är en amarantväxtart som först beskrevs av Ferdinand von Mueller, och fick sitt nu gällande namn av Ferdinand von Mueller. Ptilotus aervoides ingår i släktet Ptilotus och familjen amarantväxter. Inga underarter finns listade i Catalogue of Life.